# London Calling: 25th Anniversary Edition
London Calling: 25th Anniversary Edition è la riedizione in box dell'album London Calling dei the Clash (1979) uscito nel 2004. Uscito 25 anni dopo il debutto dell'originale e poco dopo la morte di Joe Strummer e l'ammissione dei Clash alla Rock and Roll Hall of Fame, questo box è ricco di contenuti, includendo 2 CD un DVD ed un booklet di 36 pagine.

## Il primo CD,London Calling
Il primo disco è la versione rimasterizzata dell'originale LP di London Calling, a cui resta fedele nei contenuti e nella resa grafica della copertina del box.

## Il secondo CD,The Vanilla Tapes
Il secondo CD raccoglie registrazioni, le "Vanilla Tapes" (o "Vanilla Sessions"), che si credevano andate scomparse. Le "Vanilla Tapes" sono registrazioni di prove effettuate in uno studio di Londra, chiamato "Vanilla"; le registrazioni risalgono all'estate 1979 (giugno/luglio) e non furono mai consegnate al produttore Guy Stevens dal roadie Johnny Green in quanto perdute nella metropolitana di Londra.
Queste registrazioni sporche, prove effettuate prima del passaggio in studio, erano considerate definitivamente perdute finché Mick Jones, durante un riordino della casa, non ne trovò una copia accantonata e mai ascoltata, nel 2004.
Il suono grezzo è quello delle sessioni di prova dei Clash, ridotti all'essenziale (senza organi Hammond, pianoforti o altri strumenti), durante una fase creativa; la registrazione è di qualità molto scarsa, ed i 21 brani inclusi, alcuni dei quali mai pubblicati, rappresentano una selezione dei 37 presenti nelle "Vanilla Tapes". Tra i brani, spesso presentati con titoli differenti dalle versioni poi passate negli album ed in versioni talvolta strumentali, troviamo anche 5 inediti, 4 dei quali a firma Clash ed una cover di un brano di Bob Dylan ("The Man in Me").
Le "Vanilla Sessions" consentono di apprezzare una fase di creatività dei Clash e la loro capacità agli strumenti; risalta in particolare la bravura di Topper Headon alla batteria.

### Tracce
Tutti i brani sono di Mick Jones e Joe Strummer, dove non altrimenti specificato
1. Hateful – 3:23
2. Rudie Can't Fail – 3:08
3. Paul's Tune (Paul Simonon) – 2:32
4. I'm Not Down – 3:34
5. 4 Horsemen – 2:45
6. Koka Kola, Advertising & Cocaine – 1:57
7. Death or Glory – 3:47
8. Lover's Rock – 3:45
9. Lonesome Me (The Clash) – 2:09 *
10. The Police Walked in 4 Jazz – 2:19
11. Lost in the Supermarket – 3:52
12. Up-Toon (Inst.) – 1:57
13. Walking The Sidewalk (The Clash) – 2:34 *
14. Where You Gonna Go (Soweto) (The Clash) – 4:05 *
15. The Man in Me (Bob Dylan) – 3:57 *
16. Remote Control – 2:39
17. Working and Waiting – 4:11
18. Heart & Mind  (The Clash) – 4:27 *
19. Brand New Cadillac (V. Taylor) – 2:08
20. London Calling – 4:26
21. Revolution Rock (J. Edwards, D. Ray) – 3:51

* = brani mai pubblicati in precedenza.

### Formazione
- Joe Strummer – voce, chitarra ritmica, pianoforte
- Mick Jones – chitarra solista, voce, pianoforte
- Paul Simonon – basso, voce
- Topper Headon – batteria, percussioni

## Il DVD,The Last Testament
Il DVD che completa l'opera raccoglie un documentario di 32 minuti a cura di Don Letts, un video girato all'interno dello studio di registrazione e di tre video musicali.

### Il documentario
Il documentario si intitola "The Last Testament, the making of London Calling" ed è costituito dalla narrazione di Kosmo Vinyl, collaboratore dei Clash, con interviste dei Clash, di Bill Price (il tecnico del suono in London Calling) e di Pennie Smith, che accompagnò i Clash e produsse alcune delle migliori fotografie del gruppo. Gli interventi sono inframmezzati dalle performance dal vivo del gruppo.
Le testimonianze raccontano le prove al Vanilla per scrivere le future canzoni di London Calling, la scelta di Guy Stevens come produttore e le agitate ore in sala registrazione con Guy. Le testimonianze di Pennie Smith e Paul Simonon aiutano a capire le origini della foto copertina dell'album, mentre i Clash raccontano l'atmosfera di sperimentazione che ha caratterizzato i lavori per London Calling.

### L'interno dello studio
Il secondo video, intitolato "Wessex Studios Footage", è una sequenza di filmati presi all'interno dei Wessex Studios della CBS, durante i lavori per la registrazione dell'album.
Nelle sequenze sono chiare le condizioni in cui i Clash produssero le varie canzoni, immersi in continue prove con un produttore, Guy Stevens, decisamente fuori dal comune. Guy saltava per lo studio, lanciava sedie o roteava una scala (ha anche danneggiato un pianoforte versando del vino sulla tastiera) creando le condizioni ideali per far suonare con spensieratezza e coinvolgimento i ragazzi.
Durante le riprese si possono vedere anche i Clash che suonano cover o improvvisazioni, incluso Topper Headon alla chitarra.

### Ipromo-video
I tre video che chiudono l'opera sono video musicali di "London Calling", "Train in Vain" e "Clampdown".
Il primo è girato di notte sotto la pioggia su una chiatta lungo il Tamigi, con audio di studio, mentre gli altri due sono registrazioni audio e video in performance dal vivo.

## Classifiche
| Classifica (2004)     | Posizione massima |
| --------------------- | ----------------- |
| Italia                | 39                |
| Norvegia              | 17                |
| Regno Unito           | 26                |
| Stati Uniti (catalog) | 5                 |
| Svezia                | 45                |
| Svizzera              | 72                |